# Felicissimo Stefano Tinivella
Felicissimo Stefano Tinivella (Castagnole Piemonte, 30 agosto 1908 – Torino, 6 agosto 1978) è stato un arcivescovo cattolico italiano.

## Biografia
Nacque il 30 agosto 1908 a Castagnole Piemonte da Michele e Margherita Marengo.

### Ministero sacerdotale
Fu ordinato sacerdote il 28 febbraio 1931 per l'Ordine dei frati minori dal vescovo ausiliare di Torino Giovanni Battista Pinardi.

### Ministero episcopale
Il 9 marzo 1955 fu eletto vescovo di Diano. Ricevette la consacrazione episcopale l'8 maggio successivo per l'imposizione delle mani del cardinale Maurilio Fossati, O.SS.G.C.N., co-consacranti i vescovi Gaudenzio Binaschi e Pacifico Maria Luigi Perantoni, O.F.M.
Ricostruì il seminario diocesano.
L'11 settembre 1961 fu nominato vescovo titolare di Cana e coadiutore personae datus dell'arcivescovo di Torino.
Completò il seminario di Rivoli, ristrutturò i seminari minori di Bra e di Giaveno, costruì la villa estiva di Cesana Torinese e dotò l'arcidiocesi di una casa per il clero.
Nel 1964 fondò l'Istituto piemontese di Teologia pastorale.
Il 18 settembre 1965, con la nomina del nuovo arcivescovo di Torino, fu eletto arcivescovo titolare di Utina. Il 22 febbraio 1967 fu nominato arcivescovo di Ancona e Numana.
Dimessosi per motivi di salute, il 6 luglio 1968 fu nominato arcivescovo titolare di Belcastro. Si dimise dalla medesima sede titolare il 12 dicembre 1970.
Si ritirò nel convento di Sant'Antonio a Torino.
Si spense il 6 agosto 1978 a Torino all'età di 69 anni. Riposa nella tomba di famiglia nel cimitero di Pinerolo.

## Genealogia episcopale e successione apostolica
La genealogia episcopale è:
- Cardinale Scipione Rebiba
- Cardinale Giulio Antonio Santori
- Cardinale Girolamo Bernerio, O.P.
- Arcivescovo Galeazzo Sanvitale
- Cardinale Ludovico Ludovisi
- Cardinale Luigi Caetani
- Cardinale Ulderico Carpegna
- Cardinale Paluzzo Paluzzi Altieri degli Albertoni
- Papa Benedetto XIII
- Papa Benedetto XIV
- Cardinale Enrico Enriquez
- Arcivescovo Manuel Quintano Bonifaz
- Cardinale Buenaventura Córdoba Espinosa de la Cerda
- Cardinale Giuseppe Maria Doria Pamphilj
- Papa Pio VIII
- Papa Pio IX
- Cardinale Alessandro Franchi
- Cardinale Giovanni Simeoni
- Cardinale Antonio Agliardi
- Vescovo Giacinto Arcangeli
- Cardinale Giuseppe Gamba
- Cardinale Maurilio Fossati, O.SS.G.C.N.
- Arcivescovo Felicissimo Stefano Tinivella, O.F.M.

La successione apostolica è:
- Vescovo Alberto Ablondi (1966)